# Tracy City
Tracy City és una població dels Estats Units a l'estat de Tennessee. Segons el cens del 2000 tenia 1.679 habitants.

## Demografia
Segons el cens del 2000, Tracy City tenia 1.679 habitants, 712 habitatges, i 474 famílies. La densitat de població era de 135,3 habitants/km².
Dels 712 habitatges en un 31,6% hi vivien nens de menys de 18 anys, en un 51,4% hi vivien parelles casades, en un 11% dones solteres, i en un 33,3% no eren unitats familiars. En el 29,6% dels habitatges hi vivien persones soles el 13,6% de les quals corresponia a persones de 65 anys o més que vivien soles. El nombre mitjà de persones vivint en cada habitatge era de 2,36 i el nombre mitjà de persones que vivien en cada família era de 2,92.
Per edats la població es repartia de la següent manera: un 24,5% tenia menys de 18 anys, un 7,1% entre 18 i 24, un 26,7% entre 25 i 44, un 24,5% de 45 a 60 i un 17,1% 65 anys o més.
L'edat mediana era de 38 anys. Per cada 100 dones de 18 o més anys hi havia 90 homes.
La renda mediana per habitatge era de 23.826 $ i la renda mediana per família de 28.864 $. Els homes tenien una renda mediana de 28.563 $ mentre que les dones 18.571 $. La renda per capita de la població era de 15.457 $. Entorn del 17,5% de les famílies i el 21,7% de la població estaven per davall del llindar de pobresa.

## Poblacions més properes
El següent diagrama mostra les poblacions més properes.